# (31230) Tuyouyou
(31230) Tuyouyou est un astéroïde de la ceinture principale.

## Description
(31230) Tuyouyou est un astéroïde de la ceinture principale. Il fut découvert le 18 janvier 1998 à la station de Xinglong par le programme Beijing Schmidt CCD Asteroid Program. Il présente une orbite caractérisée par un demi-grand axe de 2,69 UA, une excentricité de 0,15 et une inclinaison de 14,2° par rapport à l'écliptique.

## Compléments